# Lucien Didier
Lucien Didier, es un antiguo ciclista luxemburgués, nacido el 5 de agosto de 1950 en Luxemburgo.

## Carrera
Ganó el campeonato de Luxemburgo en ruta en seis ocasiones, primero en junior 1968, amateur en 1972, y en profesional de 1977 a  1980. También fue campeón de ciclocrós Luxemburgo en 1974.
Profesional de 1977 a 1984, ha ganado el Tour de Luxemburgo en 1979 y en 1983. Es nombrado deportista de Luxemburgo del año en 1979.
Ha sido compañero de equipo de Bernard Hinault en el Renault-Gitane.

## Vida privada
Es yerno del antiguo ciclista Jean Diederich (profesional de 1946 a 1954) y el padre de Laurent Didier, actual corredor profesional que milita en el conjunto Team Saxo Bank.

## Palmarés
| 1973 - ̈1º en Gran Premio François-Faber 1974 - Campeón de Luxemburgo de ciclo-cross - ̈1º en Gran Premio François-Faber 1975 - ̈1º en Gran Premio François-Faber 1977 - Campeón de Luxemburgo de ciclismo en ruta 1978 - Campeón de Luxemburgo de ciclismo en ruta | 1979 - Campeón de Luxemburgo de ciclismo en ruta - Tour de Luxemburgo, más 1 etapa 1980 - Campeón de Luxemburgo de ciclismo en ruta 1983 - Tour de Luxemburgo |

## Resultados en las grandes vueltas
| - 1978 : 52.º - 1979 : 29º - 1981 : 22º - 1982 : 25.º - 1983 : 52.º - 1984 : 72.º | - 1980 : 45.º - 1982 : 41.º | - 1978 : 38.º - 1983 : 19º |